# Hans Georg Dehmelt
Hans Georg Dehmelt, nemško-ameriški fizik, * 9. september 1922, † 7. marec 2017.
Dehmelt je leta 1989 skupaj z Ramseyjem in s Paulom prejel Nobelovo nagrado za fiziko.